# El-Kanemi Warriors FC
Der El-Kanemi Warriors Football Club ist ein 1986 gegründeter nigerianischer Fußballverein aus Maiduguri, der aktuell in der ersten Liga, der Nigeria Professional Football League, spielt.

## Erfolge
- Nigeria National League: 1991, 2000, 2021/22
- Nigeria FA Cup: 1991, 1992, 2024

## Stadion
Der Verein trägt seine Heimspiele im El-Kanemi-Stadion in Maiduguri aus. Das Stadion hat ein Fassungsvermögen von 10.000 Personen.

## Spieler
Stand: 10. März 2023
| Nr. |         | Position | Name                    |
| --- | ------- | -------- | ----------------------- |
| 2   | Nigeria | AB       | Samuel Ganda            |
| 6   | Nigeria | AB       | Lucky Erimuya           |
| 7   | Nigeria | MF       | Isiaka Olawale          |
| 10  | Nigeria | ST       | Abraham Audu            |
| 11  | Nigeria | ST       | Paul Obata              |
| 12  | Nigeria | MF       | Kamaldeen Sikiru        |
| 15  | Nigeria | MF       | Jamil Muhammad          |
| 15  | Nigeria | AB       | Emmanuel Ihezue         |
| 16  | Nigeria | MF       | Anthony Yeful           |
| 25  | Nigeria | MF       | Idris Sabo              |
| 26  | Nigeria | AB       | Musa Munkaila           |
| 27  | Nigeria | ST       | Yakubu Auta             |
| 27  | Nigeria | MF       | Alpha Ikbadaga Igbudu   |
| 28  | Nigeria | AB       | Osita Ichendu           |
| 29  | Nigeria | MF       | Morenikeji Akanbi       |
| 33  | Nigeria | AB       | Abdullahi Bello Shuaibu |
| 33  | Nigeria | MF       | Tchoanfine Pade         |
| 34  | Nigeria | ST       | Ali Aliyu               |

| Nr. |         | Position | Name                       |
| --- | ------- | -------- | -------------------------- |
| 39  | Nigeria | ST       | Baakaka Azikoro            |
|     | Nigeria | AB       | Chibuzor Okonkwo           |
|     | Nigeria | ST       | Dele Olorundare            |
|     | Nigeria | AB       | Isaac Hele Hele            |
|     | Nigeria | MF       | Ter'Ade Ichull Lordson     |
|     | Nigeria | TW       | David Obiazo               |
|     | Nigeria | MF       | Zayyad Musa                |
|     | Nigeria | ST       | Eric Dufegha               |
|     | Nigeria | MF       | Agbanyi Vershima           |
|     | Nigeria | ST       | Emenayo Victor Chukwunyere |
|     | Nigeria | ST       | Hussaini Mohammed Bata     |
|     | Nigeria | AB       | Adebayo Ajolo              |
|     | Nigeria | AB       | Precious Fiderikumo        |
|     | Nigeria | ST       | Smart Enobong              |
|     | Nigeria | ST       | David Adigun               |
|     | Nigeria | MF       | Melvin Ekegbogu            |
|     | Nigeria | MF       | Taiwo Iyanuloluwa          |
|     | Nigeria | AB       | Samuel Abrak               |

## Trainer
| Trainer             | Nation  | von               | bis               |
| ------------------- | ------- | ----------------- | ----------------- |
| Ladan Bosso         | Nigeria | 1. Januar 2016    | 31. Dezember 2017 |
| Mohammed Babaganaru | Nigeria | 15. November 2018 | 1. Januar 2021    |